# ミラボー (ヴォクリューズ県)
ミラボー （Mirabeau）は、フランス、プロヴァンス＝アルプ＝コート・ダジュール地域圏、ヴォクリューズ県のコミューン。

## 地理
コミューンは、石灰岩質の台地の上にある、デュランス川によって開かれた峡谷の入り口にあたる。この台地は中世以来サン＝セピュルクル台地と呼ばれている。ミラボー峡谷は、デュランス川が横切るすばらしい場所である。そこでは川の流れが激しく大きい。
コミューンは4つの県が交わる地点で（ヴォクリューズ県、ブーシュ＝デュ＝ローヌ県、アルプ＝ド＝オート＝プロヴァンス県、ヴァール県）、ペルテュイとマノスクの中間にある。

## 由来
ミラボー（プロヴァンサル語:Mirabèu）は、mirarが見ることまたは理解すること、beauとは美しいという意味である。12世紀には本当に、Mirabelという地名で呼ばれ、『遠くから見える高い土地』を意味していた。

## 歴史

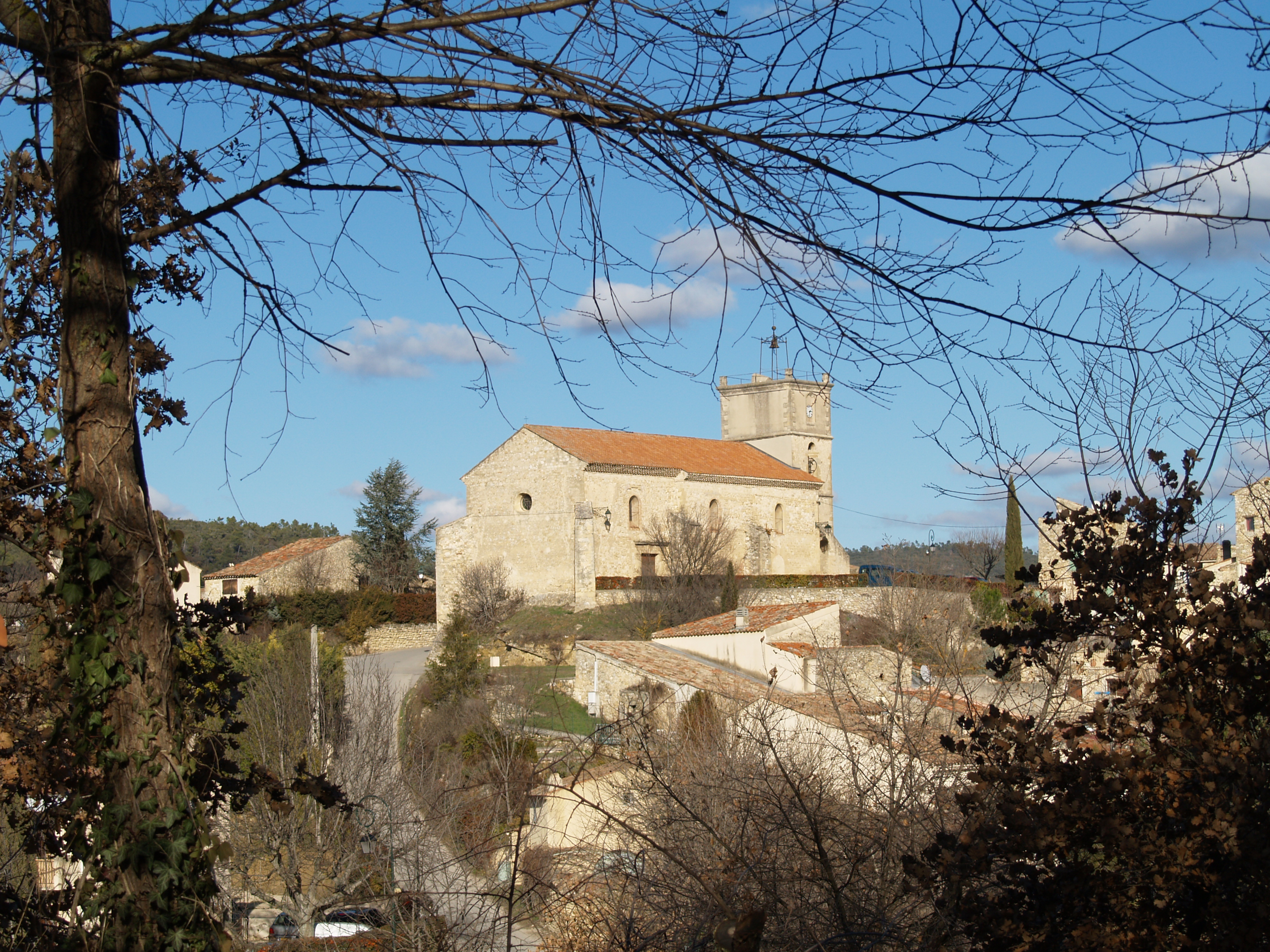
サン＝ピエール教会

サン＝セピュルクル台地には、紀元前500年頃のラ・テーヌ文化時期に最初の住民が住み着いた。考古学者によると、この戦略的に重要な場所は、考古学的痕跡が組織的に探されてこなかった。
ガロ＝ローマ時代は、未発掘のラ・ムーラン（Le Moulin）という陶窯が代表的である。そこではおそらくガリア産のアンフォラが焼かれ、フェルム池に近いヴィッラでモザイクが見つかっている。
最初のカストルムができたのは12世紀初頭であった。ローマ教皇ゲラシウス2世の教書によって、1119年にミラベルの地はヴィルヌーヴ＝レザヴィニョンにあるサンタンドレ修道院の所有となった。50年後、アレクサンドル3世は教書で、ミラベロ（Mirabello）のアンダオン山にあるベネディクト会修道院の所有へと更新した。
1189年、テンプル騎士団はミラボーにおいてデュランス川を往復する渡し舟を管轄下においた。彼らはマグダラのマリアに捧げた礼拝堂近くに住居を建設した。このカンテ・ペルドリクス礼拝堂（Cante Perdrix）は、マグダラのマリアに捧げたものとしてはプロヴァンス有数の古いものだった。この礼拝堂は、デュランス川の渡し守の兄弟会の大きな信仰の地となった。礼拝堂のファサードには、13世紀にあった日食の様子がラテン語で刻まれている。
のち、カンテ・ペルドリクス礼拝堂を含めミラボーにある4つの教会は、サンタンドレ修道院の所有となった。
平民領主コルニュ・ヴィラヌは1257年住民に税を課し、1260年にデュランス川に架かる橋を建設した。1287年、彼の息子ピエールとベルトランは封土を奪われ、一部をプロヴァンス伯およびフォルカルキエ伯シャルル2世（ナポリ王カルロ2世）へ売却した。
14世紀から15世紀、ミラボーはバラス家の所有となった（子孫は、総裁政府の一員ポール・バラスである）。デュランス川を渡る渡し舟は1364年から存在が証明されている。バラス家は、13世紀の洪水で被害を受けた古い橋を、同年に再建した。
ロレーヌ公、プロヴァンス伯であったルネ・ダンジューは、ミラボーにちなんでミラベル公領（Mirabelle）を新設した。
ミラボーを含む封土は1570年に売却された。マルセイユ領事で裕福な商人であったジャン・リケティが新たな領主となった。彼はこの買収で貴族の称号を得ようとしたのである。彼は、ナポリの貴族を先祖に持つという偽の家系図すら作らせた。この詐欺行為は成功し、プロヴァンス貴族の監督官オノレ2世は1685年、侯爵領に城を建てた。
彼のひ孫が、『フランス革命のヘルクレス』オノレ・ガブリエル・リケティ・ド・ミラボーである。
1985年、ミラボーは映画『愛と宿命の泉』の撮影地となった。

## 経済
AOCであるワイン、コート・デュ・リュベロンが生産されている。